# Hochstaufen-Kaserne
Die Hochstaufen-Kaserne ist ein Bundeswehrstandort im oberbayerischen Bad Reichenhall. Die Kaserne wurde ab dem Herbst 1934 errichtet und erhielt am 1. August 2012 ihren jetzigen Namen.

## Geschichte
Im Rahmen der Aufrüstung der Wehrmacht in der Zeit des Nationalsozialismus wurde Bad Reichenhall ab 1934 Garnisonsstadt. In der damals eigenständigen westlichen Nachbargemeinde Karlstein entstand die neue Kaserne, die, wie von Anfang geplant, nach einem Regierungsbeschluss „mit Wirkung ab 1. Juli 1937“ in die Stadt Bad Reichenhall eingemeindet wurde und bis heute baulich nahezu unverändert existiert. 1939 war der Nordteil der Kaserne Standort des III. Bataillon des Gebirgsjäger-Regimentes 100 mit Regimentsstab und 16. (Panzer-Abwehr-)Kompanie (Mackensen-Kaserne). Außerdem waren die I. Abteilung des Gebirgs-Artillerie-Regimentes 79 und eine Sanitätsstaffel im Südteil der Kaserne Bad Reichenhall untergebracht (Ritter-von-Tutschek-Kaserne).
Beim Bombenangriff am 25. April 1945 erlitt die Kaserne mit ihren zahlreich dort eingerichteten Lazaretten keine nennenswerten Schäden. Nach dem Ende des Zweiten Weltkriegs richteten die Amerikaner in der Kaserne ein Lager für Displaced Persons ein.
Die Zufahrtsstraße zur Kaserne hieß anfangs Col di Lana Straße und sollte damit an die Kämpfe der Gebirgsjäger im Ersten Weltkrieg am Col di Lana in den Dolomiten erinnern. Nach dem Ende des Zweiten Weltkriegs wurden mehrere Straßen in Bad Reichenhall umbenannt, heute heißt die Straße von der Einmündung in die Thumseestraße beim Kirchberg-Schlössl bis zur von-Martius-Straße auf einer Länge von gut einem Kilometer Nonner Straße.
Am 22. Februar 1958 zog die erste Einheit der Gebirgsartillerie wieder in die Kaserne ein, Bad Reichenhall ist seitdem Bundeswehrstandort.
Am 13. Juni 1966 wurde der südliche Teil der Kaserne nach dem ehemaligen General der Gebirgstruppe Rudolf Konrad General-Konrad-Kaserne benannt. Aufgrund Konrads u. a. von Partisanenverfolgungen und Antisemitismus geprägter Vergangenheit in der Wehrmacht wurden jedoch immer wieder Stimmen laut, die eine Umbenennung der Kaserne forderten. Am 1. August 2012 gab der Bundesminister der Verteidigung Thomas de Maizière bei einem Truppenbesuch in Reichenhall bekannt, dass die General-Konrad- und die Artillerie-Kaserne, die baulich eine Einheit bilden, ab sofort „Hochstaufen-Kaserne“ heißen. In einem feierlichen Festakt wurde im Beisein des Verteidigungsministers am 17. September 2012 die neue Inschrift am südlichen Kasernentor angebracht. Mit diesem Namen soll der Bezug der Gebirgsjäger zu Bad Reichenhall und den Bergen betont werden. Bei dem Hochstaufen handelt es sich um einen Gipfel des Hausberges von Bad Reichenhall, dessen Ausläufer sich bis in die direkte Nachbarschaft der Kaserne erstrecken.

## Dienststellen
- Gebirgsjägerbrigade 23 (GebJgBrig 23)
  - Brigadestab und Stabs-/Fernmeldekompanie
  - Einsatz- und Ausbildungszentrum für Tragtierwesen 230 (Eins-/AusbZ TrgTWes 230)
  - Gebirgsjägerbataillon 231 (GebJgBtl 231)
  - Gebirgsversorgungskompanie 23 (GebVersKp 23)
- Sanitätsversorgungszentrum Bad Reichenhall (SanVersZ)
- Sanitätsstaffel Einsatz Bad Reichenhall (SanStff Eins)
- Bundeswehr-Dienstleistungszentrum Bad Reichenhall
- weitere kleine Dienststellen

ehemalige Verbände
- Gebirgsfernmeldebataillon 210 (GebFmBtl 210), aufgelöst 2014
- Gebirgsartilleriebataillon 235 (GebArtBtl 235), aufgelöst 1993
- Gebirgsversorgungsbataillon 236, aufgelöst 1973
- Gebirgsinstandsetzungskompanie 230, aufgelöst 1981
- Gebirgsnachschubkompanie 230, aufgelöst 1981
- Instandsetzungs-Ausbildungskompanie 5/8 (in Friedenszeiten zu Gebirgsinstandsetzungsbataillon 8)
- Gebirgsversorgungskompanie 230, umgegliedert in Gebirgsnachschubkompanie

## Einrichtungen
Der Standortübungsplatz liegt im Kirchholz, ca. drei Kilometer vom Standort entfernt. Die Standortschießanlage befindet sich im Nesselgraben (Ortsteil Thumsee), der „Kleine Gebirgsübungsplatz“ auf der Reiter Alm. Schießanlage und Gebirgsübungsplatz werden auch von den Soldaten des GebJgBtl 232 aus der Jägerkaserne in Bischofswiesen verwendet. Zahlreiche weitere Verbände der Bundeswehr und verbündeter Staaten nutzen vor allem im Winter die Möglichkeit der Ausbildung in hochalpinem Gelände auf der Reiter Alm.